# Margie Marvelous
Margie Marvelous (Atlanta, Georgia; 7 de febrero de 1979) es una culturista profesional estadounidense. Fue la ganadora del Ms Rising Phoenix en el año 2015 y en 2016 del Wings of Strength Rising Phoenix World Championships del circuito IFBB.

## Carrera en el Cuerpo de Marines
A los 17 años, Martin ingresó en el Cuerpo de Marines de los Estados Unidos, al igual que su padre antes que ella. Durante su estancia en los Marines, alcanzó el rango de sargento. Permaneció en los Marines hasta 2007.

## Carrera en el Departamento de Defensa de Estados Unidos
Desde noviembre de 2007 hasta abril de 2009, Martin trabajó en Urasoe, en la prefectura de Okinawa (Japón), como especialista en recursos humanos para el Departamento de Defensa de Estados Unidos.

## Carrera en el culturismo

### Amateur
De pequeña, Martin quería ser culturista. Su primer contacto con el culturismo fue cuando conoció a Lee Haney en su iglesia local. Le preguntó qué tenía que hacer para convertirse en culturista. A su madre y a su padre les encantaba hacer ejercicio. Solía ver a las mujeres de GLOW y American Gladiators deseando ser como ellas. Lo que la inspiró durante su infancia fue She-Ra de She-Ra: Princess of Power o Tigress de Thundercats.
A los 13 años, Martin empezó a hacer pesas por primera vez durante el verano. En el instituto había una clase de culturismo en la que ella era la única mujer de la clase. En 2007, empezó a pensar en competir en culturismo por primera vez tras perder peso después de esforzarse mucho tras tener a su hijo como madre soltera. La gente empezó a decirle que hiciera un concurso local de culturismo. No sabía cómo hacer dieta, así que sólo comió atún enlatado y judías verdes durante casi seis semanas. Quedó quinta en su primera competición, el concurso de culturismo de las Fuerzas Armadas del Lejano Oriente en Okinawa (Japón).
En agosto de 2012, Martin fue nombrada Atleta del Mes de agosto de 2012 de la NPC. fue En los Campeonatos de la NPC de Estados Unidos de 2013, quedó en primer lugar en la categoría de peso pesado y en la general, con lo que ganó su tarjeta profesional de la IFBB.

### Profesional
En 2014, Martin hizo su debut como profesional de la IFBB en el Toronto Pro Supershow, donde quedó en cuarto lugar. En el Omaha Pro, celebrado ese mismo año, fue segunda. Se clasificó para su primer Ms. Olympia, donde quedó en décimo lugar. En 2015, compitió en cinco competiciones de la IFBB. En la Omaha Pro 2015, obtuvo el séptimo puesto y ganó el premio a la mejor pose. En el Toronto Pro Supershow de 2015 fue quinta; en el Wings of Strength Chicago Pro de 2015, quedó octava y ganó el premio al mejor posado; en el Wings of Strength PBW Tampa Pro consiguió su primera victoria profesional, lo que le brindó la clasificación para el Wings of Strength Rising Phoenix World Championships. En este ganaría el primer título, llevándose consigo también el premio a la mejora pose, convirtiéndose en la sucesora de facto de Iris Kyle. En los Campeonatos Mundiales Wings of Strength Rising Phoenix de 2016, ganó su segundo título consecutivo, pero no revalidó el premio a la mejor pose.

### Historial competitivo
- 2007 - Far East Armed Forces Bodybuilding Competition – 5º puesto
- 2012 - NPC Nationals – 9º puesto (LHW)
- 2012 - NPC Los Angeles Championships – 11º puesto
- 2012 - NPC Pacific USA XVIII Championships – 1º puesto
- 2013 - NPC USA Championships – 1º puesto (HW y overall)
- 2014 - IFBB Toronto Pro Supershow – 4º puesto
- 2014 - IFBB Omaha Pro – 2º puesto
- 2014 - IFBB Ms. Olympia – 10º puesto
- 2015 - IFBB Omaha Pro – 7º puesto
- 2015 - IFBB Toronto Pro Supershow – 5º puesto
- 2015 - IFBB Wings of Strength Chicago Pro – 8º puesto
- 2015 - IFBB Wings of Strength PBW Tampa Pro – 1º puesto
- 2015 - IFBB Pro League WOS Rising Phoenix Pro Women's Bodybuilding – 1º puesto
- 2016 - IFBB Pro League WOS Rising Phoenix Pro Women's Bodybuilding – 1º puesto
- 2018 - IFBB Toronto Pro Supershow – 1º puesto
- 2018 - IFBB Pro League WOS Rising Phoenix Pro Women's Bodybuilding - 2º puesto
- 2019 - IFBB Toronto Pro Women's Bodybuilding - 1º puesto
- 2019 - IFBB Omaha Pro Women's Bodybuilding - 1º puesto
- 2019 - IFBB Pro League WOS Rising Phoenix Pro Women's Bodybuilding - 2º puesto
- 2020 - IFBB WOS Ms. Olympia - 2º puesto
- 2021 - IFBB WOS Ms. Olympia - 3º puesto[3][5][4][8][9]